# Dongshihao
Dongshihao (kinesiska: 东十号, 东十号乡) är en socken i Kina. Den ligger i den autonoma regionen Inre Mongoliet, i den norra delen av landet, omkring 64 kilometer öster om regionhuvudstaden Hohhot.
Genomsnittlig årsnederbörd är 642 millimeter. Den regnigaste månaden är juli, med i genomsnitt 191 mm nederbörd, och den torraste är januari, med 3 mm nederbörd.